# Ryp (herb szlachecki)

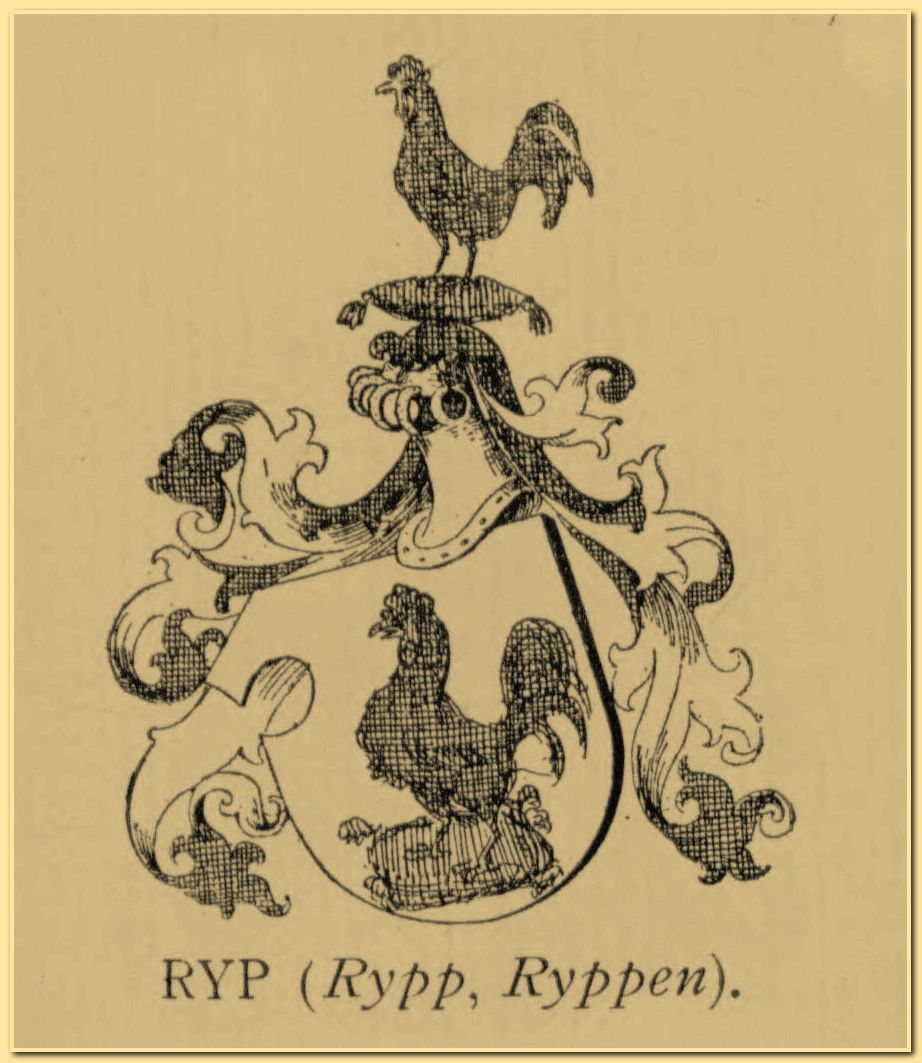
Herb Ryp według Juliusza Ostrowskiego

Ryp (Rypp, Rypen) – polski herb szlachecki.

## Opis herbu
Opis herbu według Juliusza Ostrowskiego:

 W polu srebrnem, na poduszce czerwonej o czterech chwastach – kogut czarny z czubkiem czerwonym. Nad hełmem w koronie, na poduszce o dwóch chwastach – kogut, jak na tarczy. Labry czarne podbite srebrem. 

## Najwcześniejsze wzmianki
Herb pochodzenia niemieckiego, którym pieczętował się ród Rypp z Miśni. W XV wieku Ryppowie osiedli w Prusach a w XVIII w Inflantach. 

Jerzy Rypp był podkomorzym parnawskim..

## Herbowni
Jedna rodzina herbownych (herb własny):
Rypp.